# 潮汐加速

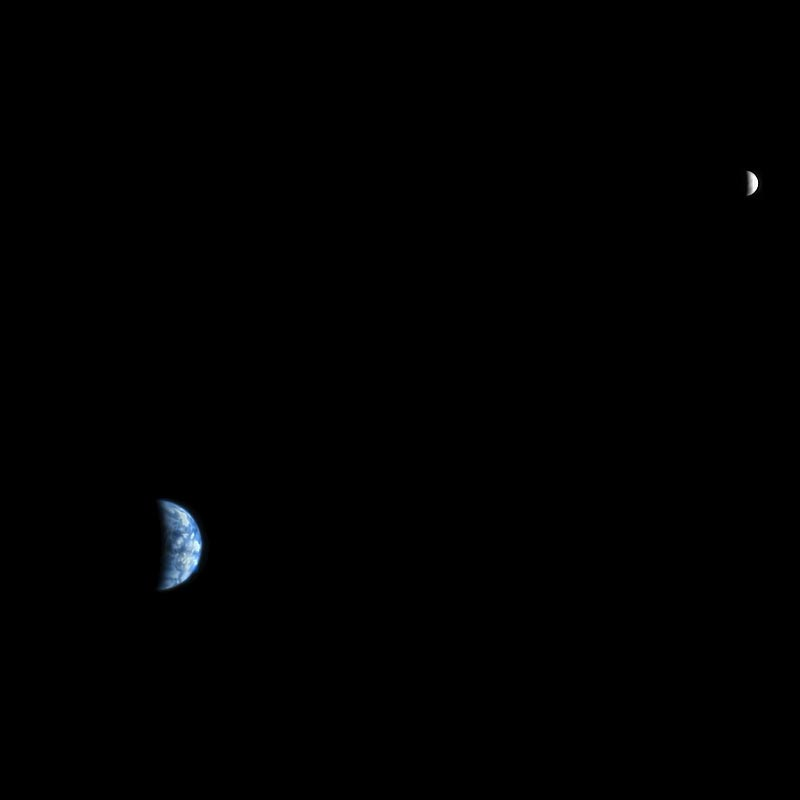
MRO從火星軌道上拍攝的月球和地球。目前，地球的自轉和一天的長度因為月球（質量是地球的1/81）的存在，每百年延長約2毫秒。

潮汐加速是行星與其衛星之間潮汐力的效應。這種“加速”通常都是負面效應，如果衛星在順行軌道上運行，會逐漸遠離行星（衛星的角動量增加），相對的，能量被轉移到衛星後，行星的自轉也會被減緩（角動量守恆）。這個過程最終會導致質量小的星球先被潮汐鎖定，然後大的也會如此。地月系統就是研究這種情況的最佳範例。
衛星軌道週期短於主星（行星）的自轉周期，或是逆行軌道的狀況，稱為潮汐減速，是一種類似的程序（衛星的角動量減少）。

## 地-月系統

### 長期加速的發現史
在1695年，愛德蒙·哈雷首先建議：與古代的日食觀測比較，月球的平均運動顯然是越來越快，但是它沒有提出數據（在哈雷的時代還不知道發生了甚麼，包括地球自轉速度的減緩：參見曆書時。當不再使用均一的時間而使用平太陽時測量時，顯示影響是正加速度）。在1749年，理查·敦桑重新審視了古代的紀錄，確認了哈雷的懷疑，並且製作第一個大小和外觀效應的量化估計。在月球經度上每百年的偏移量是+10"（角秒，在當時是出乎意料好的結果，與稍後確認的值，例如1786年迪·拉朗得，並能與一世紀後從10"到接近13"的值比較)。
皮埃爾-西蒙·拉普拉斯在1786年以分析月球的平均運動加速為理論基礎，回應攝動改變了地球環繞太陽軌道的離心率。拉普拉斯初步的計算解釋整體的效應，似乎以理論簡潔的拴住了現在與古代的觀測。
然而，亞當斯在1854年重啟拉普拉斯的計算，因而發現問題中的錯誤：很明顯的，拉普拉斯以地球軌道離心率的變化為基礎，只能夠解釋約一半的月球加速度。亞當斯的發現引起天文學家持續數年的尖銳爭議，但它的結論是正確的，包括德朗奈等其他的數學天文學家，最後都接受了。這個問題取決於正確的分析月球運動，幾乎在同一時間，進一步發現另一個複雜的，計算月球的另一項長期攝動（被認為是由金星引起的）也是錯誤的。重新審視發現幾乎可以忽略不計，實際上是從理論中消失了。德朗奈和威廉·佛雷爾在1860年代獨立的給了部分的答案：地球自轉率的潮汐遲滯是時間單位的延長，和導致月球的加速是顯而易見的。
天文社群花了一些時間以接受潮汐效應的事實和作用的規模，但以平均太陽時來測量，最終很明顯的涉及三種效應。除了攝動改變地球軌道離心率的效應，拉普拉斯的發現和亞當斯的修正，還有兩種潮汐的影響（最早是由Emmanuel Liais提出的組合）。首先是潮汐改變了地球和月球之間的角動量，導致月球軌道運動角速率真正的遲滯，這提高了月球環繞地球的角動量（並將月球移至更高更慢的軌道）。其次，月球軌道運動角速度明顯的增加（當以平太陽時來測量）。

地-月系統的圖顯示潮汐隆起如何被地球的自轉推進。月球對這個隆起偏移量施加的淨力矩，造成地球自轉速度的減緩。

### 月球的重力效應
因為月球的質量相較於地球是一個相當大的分數（大約1:81），這兩個天體可以視為雙行星，而不是一顆行星和衛星。月球環繞地球的軌道平面（白道）很靠近地球環繞太陽的軌道平面（黃道），而不像一般行星的衛星，是在垂直於行星自轉軸的平面（赤道）上。月球的質量夠大，並且非常靠近地球，因此會造成地球上物質升起的潮汐，特別是海洋中的水，會沿著穿越地球和月球的軸線在兩端隆起。平均的潮汐隆起會密切的追隨著軌道上的月球，在地球的自轉下，潮汐隆起的週期剛剛好超過一天。然而，自轉的推動使得潮汐隆起的位置超越了月下點的位置。這樣的結果，使得在隆起的部分的大量物質偏移了地月中心聯線的軸線方向。而因為這樣的偏移，地球的潮汐隆起物質和垂直於地月中心聯線的月球引力，即造成地球和月球之間存在著扭矩。這提升了月球的軌道，和造成地球自轉的減速。
這樣的結果是平均的一天，名義上是86,400秒的長度，以越來越穩定的原子鐘來測量，與SI的秒比較會越來越長。（SI的秒，在制定時就已經比平太陽時的秒略短了一些）)。這微小的差異日積月累下來，會導致我們所用的時鐘顯示的時間（世界時）和 原子鐘與曆書時的差距越來越大（參見：ΔT）。這造成需要以不規則的間隔插入閏秒來修正。
除了海洋潮汐的影響，也會對地球的地殼造成潮汐變形，但這在以熱散逸來表現總體的效果時只佔了4%。 
如果忽略其他的效應，潮汐加速將持續下去，直到地球的自轉和月球的軌道周期能夠相匹配。到那時候，月球將會固定在地球上某一個點的上方；這種情況已經存在於冥王星和凱倫的系統。但是，地球自轉速度減緩得不夠快，導致在地球自轉延長到一個月之前，其他的效應已經使得這變得無關緊要了。大約從現在起的21億年之後，不斷增強的太陽輻射將導致地球海洋的蒸發，消除了大部分潮汐隆起引起的潮汐摩擦和潮汐加速。即使沒有這樣，在太陽已經成為紅巨星的45億年後，也足以毀滅地球和月球，而地球的自轉仍然未能減緩到一個月的長度（潮汐加速和太陽質量的損失也會讓地球遠離太陽，但還不知道是否能從毀滅中獲得保存）。
在太陽系的動力學中，幾個潮汐加速的例子是軌道的長期攝動，也就是隨著時間持續增加但不定期的擾動。在高階近似中，來自行星或較小的行星間相互之間主要的攝動，只會導致軌道周期性的變化，也就是說軌道參數會在最大直和最小值之間變換。潮汐效應是這些方程式中的二次項，則會導致無限制的增長。在以行星軌道的數學理論為基礎的曆表，二次項和高階長期項都會呈現，但是這些多數都會以泰勒展開式列出很長時間週期的項目。這原因是潮汐效應不同於遠距離的重力攝動，摩擦在本質上是潮汐加速的一部分，並且會導致能量以熱的形式從動力學系統持續的喪失。換言之，在此處我們沒有哈密頓系統。

### 能量和角動量
月球和地球的潮汐隆起之間造成的引力扭矩造成月球提升它的軌道，而地球會降低它的自轉速度。在任何一個獨立的物理系統內，能量和角動量是守恆的。    實際上，地球自轉的能量和角動量會轉移到月球的軌道運動（然而，大部分的地球自轉能量損失都轉換成熱能，只有1/30轉移給月球）。月球遠離地球，所以它在地球的重力井中的位能會增加。它停留在軌道上，並且遵守克卜勒第三定律，因此潮汐作用確實會使月球跨越天球的運動速度降低。雖然它的動能減少了，但是位能增加的數值更多。潮汐力在月球的運動方向上有一個分力，因此會增加它的能量，但是地球引力在非潮汐部分的拉力（在平均上）輕微的遲緩了月球運動（在平均上有輕微向外的速度），所以最終的結果是月球減慢了。月球的軌道角動量增加。
地球自轉的角動量減少，因此引起一天的長度增加。由於地球的自轉比月球快速，因此月球在地球上造成潮汐隆起的淨效應應該是拖曳在月球的前方。月球在地球上引起的淨潮拖提前的月亮由地球的自轉速度快得多。潮汐摩擦需要拖曳和維持潮汐隆起在月球的前方，它將在地球和月球之間交換過量的自轉和公轉能量以熱能的形式揮霍掉。如果不存在摩擦和熱的消散，月球引力造成的潮汐隆起會很快的（在兩天內）回到與月球同步的狀態，月球也不會在遠離。大部分的損耗發生在邊界層和淺海底部的湍流，像是歐洲圍繞不列顛島的暗礁、隔開阿根廷和巴塔哥尼亞的礁石，還有白令海。
潮汐摩擦消耗掉的平均能量是3.75兆瓦，其中2.5兆瓦是主要的月球成分M2，其餘的來自太陽和月球的其它成份。
在地球上不存在著一個平衡潮汐隆起，因為陸地不允許進行如此的數學解決方案。海洋潮汐其實也沿著海洋的盆地旋轉，形成遼闊的洋流繞著幾個沒有潮汐的無潮點。由於地球自轉被幾個獨立的波拖曳著，有些波超前於月球，也有些落在月球之後，還有些是在月球的前後。實際上存在的"隆起"是隨著全世界所有海洋被月球拉起的徑效應起伏著（它也拉著月球）。地球的淨（或等效）平衡潮汐的振幅只有3.23公分，會完全被1米的海洋潮汐吞沒掉。

### 歷史上的證據
從地球的海洋在45億年前第一次形成開始，這個機制就開始運作。從地質和古生物學的證據顯示，在遙遠的過去，地球自轉的比現在快，月球也比現在更靠近地球。在河口，離岸的沙子和淤泥層交替展現的潮汐韻律顯示有很大的潮汐流動，可以找到每日、每月翰季節性週期的淤積。這些可以追溯到6億2千萬年前的地質紀錄，符合這些條件：一天的長度是21.9±0.4小時，一年有13.1±0.1朔望，一年有400±太陽日。一年的長度大致上仍維持不變，因為沒有證據顯示萬有引力常數曾經變更。當時和現在的月球遠離地球平均速率是每年2.17±0.31公分，這大約是目前速率的一半。

### 地球-月球案件的定量描述
月球雷射測距（LLR）可以將月球運動的測量準確到幾毫米的精確度。雷射的脈衝經由1969年至1972年期間的阿波羅計畫和1973年月球步行者2號放置在月球表面的鏡片反射，測量脈衝返回的時間可以得到非常準確的距離。這些裝備配合運動方程式，可以測量月球在經度上的長期加速度的數值，和地-月橢圓軌道半長軸變化的速率。從1970年至2007年這段期間的結果是：
在黃經是−25.85"/cy² 
（cy是世紀，這裡採用平方）
平均的地月距離變化是 +38.14 mm/yr 
這樣的結果與衛星雷射測距（SLR）一致，一種應用於繞著地球的人造衛星上類似的技術，這產生出包括潮汐的地球重力場模型。這個模形準確的預測出月球運動的變化。
最後，古代的日食觀測紀錄給了那些時刻月球相當準確的位置。研究這些觀測的結果也給出與上面引用一致的數值。
潮汐加速的另一個結果是地球自轉的減速。有許多的因素造成地球自轉速度在所有時間尺度（從幾小時到幾個世紀）上的不穩定。小潮汐的效應在短週期內無法觀測到，但以穩定運轉的計時器（曆書時、原子時）來衡量地球自轉累積的效應，很容易就可以觀測到幾世紀以來每天的時間已經短少了數毫秒。在遙遠過去的一些事件，更經歷幾天或幾小時的變動（以地球完整轉動一圈來測量，世界時），然後以現在穩定的時計（曆書時）來校準，一天的長度是逐漸增加的。這就是所知的ΔT，最近的數值可以從國際地球自轉服務（IERS）得到。在過去幾個世紀每一天實際長度的表也是可用的。
從觀測月球軌道的變化，可以計算一天長度的相應變化：
+2.3 ms/cy
（cy是世紀）。
然而，從過去2,700年歷史的紀錄中找到下列的平均值： 
+1.70 ± 0.05 ms/cy。
相應的累積值視係數為T²（世紀時間的平方）的拋物線： 
ΔT = +31 s/cy²
地球相對於潮汐減速，是一個自轉正在加速的機制。地球不是一顆球體，而更像一顆在兩極是扁平的橢球體。SLR顯示這個扁平度正在減少。解釋是，在冰河期時，大量的冰塊堆積在兩極，壓下了在底層的岩石。在10,000年前，冰開始融解，但是地球的地殼仍未達到流體靜力平衡的狀態，因此還是會反彈（估計弛豫時間為4,000年左右）。因此，兩極的直徑正在增加，但是因為密度和質量保持不變，因此體積保持不變；因而赤道直徑正在減少。因此，質量更為接近自轉軸，這意味著轉動慣量的減少。由於總角動量在這個過程中保持不變，因此自轉速率會增加。這就是著名的花式溜冰的自旋，當她收攏手臂時自旋的速度就會加快。從觀測轉動慣量的變化可以計算自轉的加速：在歷史週期上的平均值應該是−0.6 ms/cy，這很大程度的解釋了歷史上的觀測值。

## 潮汐減速
這有兩種類型：
1. 快速衛星：有些氣體巨星行星的衛星和傅伯斯的軌道在同步軌道半徑之內，使其軌道週期短於行星的自轉週期。在這種情況下，由衛星引起的潮汐隆起會落後於衛星，因此會減低衛星在軌道上的速度。淨效應是，衛星的軌道衰變使它以螺旋逐漸朝向行星；行星的自轉也會在這個過程中略為加速。在遙遠的未來，這些衛星將撞及行星或是進入洛希極限而被潮汐力破壞成碎片。然而，在太陽系內所有這一類的衛星都是非常小的天體，它們在行星上造成的潮汐隆起也非常的小，因此效果通常都很微弱，而且軌道衰變也非常的緩慢，因此巨大衛星被破壞並不是很常見的現象。受影響的衛星是： 
  - 火星卫星：火衛一
  - 木星卫星：木衛十六和木衛十五
  - 土星卫星：沒有，除了環中的顆粒（像木星與土星有非常快速的自轉，但是沒有足夠接近的衛星）
  - 天王星卫星：天衛六、天衛七、天衛八、天衛九、天衛十、天衛十一、天衛十二、天衛十三、天衛二十七、天衛十四、和天衛二十五
  - 海王星卫星：海衛三、海衛四、海衛五、海衛六和海衛七
2. 逆行衛星：所有的逆行衛星因為衛星的軌道運動和行星自轉的方向相反，所以都經歷過某種程度的潮汐減速，從它們的潮汐隆起得到恢復力。有別於之前快速衛星的是自轉也慢了下來，而不是被加速（角動量依然是守恆的，因為在這種情況下行星的自轉和衛星的公轉著相反的符號）。在太陽系內，唯一受到這種影響而不能被忽略的是海王星的衛星崔頓。其他的逆行衛星因為軌道距離的遙遠，和行星之間的潮汐力影響可以忽略不計。金星沒有衛星的一個主要原因被認為是金星具有非常慢和逆向的自轉，任何假設的衛星很久以前就蒙受了減速。

## 外部連結
- The Recession of the Moon and the Age of the Earth-Moon System （页面存档备份，存于）

- Tidal Heating as Described by University of Washington Professor Toby Smith （页面存档备份，存于）